# Аналне перле
Аналне перле (ен. anal beads) су сексуално помагало које се састоји од неколико мањих перлица, међусобно повезаних, које се кроз анус уносе у ректум, а затим ваде различитом брзином у зависности од жељеног ефекта (најчешће током оргазма како би се повећало задовољство). Корисници аналних перли уживају у осећају задовољства које изазивају перле док пролазе кроз стегнути сфинктер.
Аналне перле су се без сумње користиле и у давној прошлости, али се модерна варијанта најчешће прави од полу-чврсте пластике или силикона, са прстеном на крају. Сврха прстена је да онемогући перле да у потпуности уђу у ректум, као и да омогући њихово вађење.
Аналне перле се производе у различитим величинама. Почетници обично почињу са мањим димензијама. Велики број нервних завршетака на сфинктеру изазивају интензивна осећања не само током уношења већ и током вађења перли, док велике перле могу изазвати осећај притиска док се налазе у ректуму.
Ливене пластичне аналне перле, нарочито јефтинији модели, могу на себи имати мале и потенцијално оштре остатке пластике заостале након процеса производње. Искуснији корисници обично ове оштре делове уклањају турпијом за нокте или ситном шмирглом чиме се отклања свака могућност повређивања ректума.
Аналне перле углавном користе хетеросексуалци (мушкарац ставља перле у женски анус) и иако се сматрају „настраним“, не придаје им се фетишистички значај. Међутим, оне чине саставни део многих фетиша који се односе на анални секс, шљапкање или било који други фетиш који се односи на задњицу, анус или аналну област.
Као и код свих осталих аналних сексуалних активности, аналне перле и анус морају бити добро подмазани специјалним сексуалним лубрикантима. Подмазивање је веома важно јер смањује могућност повреде ректума. Анална сексуална помагала се после употребе морају опрати сапуном и топлом водом и оставити да се осуше природним путем. Алтернативно, могу се користити са кондомом што се и препоручује уколико се сексуално помагало дели са партнером.
Посебна пажња мора се посветити бројању аналних перли након употребе како би се утврдило да су све извађене из ануса. Забележени су случајеви да су се перле, услед интензивних покрета сфинктера откачињале или одламале. Уколико перла остане у анусу и не буде избачена на природан начин, потребна је хируршка интервенција како би се уклонила. Употреба кондома може омогућити лакше вађење одломљених или откачених перли.
Аналне перле које су накачене на узицу не могу се у потпуности дезинфиковати зато што је материјал од кога је узица направљена порозан. Због тога се препоручује да се оне не деле са партнером или да се приликом њихове употребе користи кондом. Заједничка употреба аналних сексуалних помагала која нису стерилизована може изложити кориснике ризику обољевања од разних болести као што су хепатитис или СТД.
Тристан Таормино у њеној књизи „Ултимативни водич кроз анални секс за жене“ препоручује употребу сексуалног помагала сличног аналним перлама, али направљеног из једног дела и то од силикона. Уношење и вађење из ануса је много лакше (без запињања), док је осећај веома сличан као код аналних перли. Силикон се може стерилизовати прокувавањем у води у трајању од најмање 3 минута.